# Peter Elliott (lekkoatleta)
Peter Elliott (ur. 9 października 1962 w Rawmarsh w hrabstwie South Yorkshire) – angielski lekkoatleta średniodystansowiec, wicemistrz olimpijski z 1988 i wicemistrz świata.
Kariera Elliotta przypadła na okres lat 80., kiedy w Wielkiej Brytanii startowali tacy biegacze średniodystansowi, jak Sebastian Coe, Steve Ovett, Steve Cram czy Tom McKean. Dlatego Elliott nie zawsze mógł występować w zawodach najwyższej rangi.
Elliott zajął 4. miejsce w biegu na 800 metrów na mistrzostwach Europy juniorów w 1981 w Utrechcie. 30 sierpnia 1982 w Londynie ustanowił wraz z kolegami (Garry Cook, Steve Cram i Sebastian Coe) rekord świata w sztafecie 4 × 800 metrów wynikiem 7:03,89, który przetrwał do 2006 i jest aktualnym (styczeń 2021) rekordem Europy. Na halowych mistrzostwach Europy w 1983 w Budapeszcie zdobył srebrny medal w biegu na 800 metrów za Hiszpanem Colománem Trabado. Zajął 3. miejsce na tym dystansie w finale A Pucharu Europy w 1983 w Londynie. Na pierwszych mistrzostwach świata w 1983 w Helsinkach był czwarty na 800 metrów.
Na igrzyskach olimpijskich w 1984 w Los Angeles Elliott startował w biegu na 800 metrów, ponieważ selekcjonerzy reprezentacji brytyjskiej zdecydowali, że w biegu na 1500 metrów wystąpią Coe, Cram i Ovett. Awansował do półfinału, lecz w nim nie wystąpił wskutek kontuzji. Startując w reprezentacji Anglii zdobył brązowy medal na 800 metrów na igrzyskach Wspólnoty Narodów w 1986 w Edynburgu.
Zdobył srebrny medal w biegu na 800 metrów na mistrzostwach świata w 1987 w Rzymie, przegrywając jedynie z Billym Konchellahem z Kenii.
Na igrzyskach olimpijskich w 1988 w Seuli Elliott zdobył srebrny medal w biegu na 1500 metrów (za Kenijczykiem Peterem Rono), a w finale biegu na 800 metrów zajął 4. miejsce. 24 lutego 1990 w Sewilli ustanowił halowy rekord świata na 1500 m wynikiem 3:34,20. Zwyciężył w biegu na 1500 m na igrzyskach Wspólnoty Narodów w 1990 w Auckland. Na mistrzostwach Europy w 1990 w Splicie zajął 4. miejsce na tym dystansie. Zwyciężył na 1500 m w finale A Pucharu Europy w 1991 we Frankfurcie nad Menem. W 1992 zakończył karierę lekkoatletyczną.
Elliott był mistrzem Wielkiej Brytanii (AAA) w biegu na 800 m w 1982 i 1987 oraz wicemistrzem w 1983 i 1986; na 1500 m zwyciężył w 1984 i 1988.
Rekordy życiowe Elliotta:
| Konkurencja                | Data i miejsce                 | Wynik   |
| -------------------------- | ------------------------------ | ------- |
| bieg na 800 metrów         | 30 maja 1990, Sewilla          | 1:42,97 |
| bieg na 800 metrów (hala)  | 12 marca 1983, Cosford         | 1:46,71 |
| bieg na 1000 metrów        | 17 stycznia 1990, Hamilton     | 2:16,30 |
| bieg na 1500 metrów        | 16 września 1990, Sheffield    | 3:32,69 |
| bieg na 1500 metrów (hala) | 27 lutego 1990, Sewilla        | 3:34,20 |
| bieg na milę               | 2 lipca 1988, Oslo             | 3:49,20 |
| bieg na milę (hala)        | 9 lutego 1990, East Rutherford | 3:52,02 |
| bieg na 2000 metrów        | 15 września 1987, Lozanna      | 4:52,82 |